# Улица Цесу (Рига)
Улица Це́су (латыш. Cēsu iela) — улица в Риге, в Видземском предместье. Ответвляется от улицы Бривибас у Новой церкви Гертруды и заканчивается, вновь вливаясь в улицу Бривибас, у офисного комплекса «Ziemeļu vārti» (д. 151). Длина улицы — 723 метра.

## История
Первоначальное название — Большая Песочная улица. В 1815 году было осуществлено спрямление улицы, и она прошла по новому пути. В 1818 году Большая Песочная улица была переименована в Александровскую, обводной кусок старой улицы был назван Малой Александровской улицей, а затем — Старой Александровской (нем. Alte Alexanderstraße), с 1885 года эта улица стала называться Венденской улицей (нем. Wendensche Straße, по названию города Вендена, ныне Цесис).
2 апреля 1900 года в квартире у петербургского революционера Михаила Александровича Сильвина в д. 17 на улице Цесу сделал остановку молодой В. И. Ленин.

## Достопримечательности
- Новая церковь Гертруды
- д. 17 — Рижский музей Ленина
- д. 43 — бывший доходный дом с магазином (архитектор Э. Тромповский, 1910)[5]

## Прилегающие улицы
Улица Цесу пересекается со следующими улицами:
- Улица Бривибас
- Улица Таллинас
- Улица Менесс